# Răcăria, Rîșcani
Răcăria este satul de reședință al comunei cu același nume  din raionul Rîșcani, Republica Moldova.

## Demografie

### Structura etnică
Structura etnică a satului conform recensământului populației din 2004:
| Grup etnic         | Populație | % Procentaj |
| ------------------ | --------- | ----------- |
| Ucraineni          | 1.155     | 81,05%      |
| Moldoveni / Români | 245       | 17,19%      |
| Ruși               | 21        | 1,47%       |
| Bulgari            | 1         | 0,07%       |
| Găgăuzi            | 1         | 0,07%       |
| Alții              | 2         | 0,14%       |
| Total              | 1.425     | 100%        |

## Biserica baptistă din Răcăria

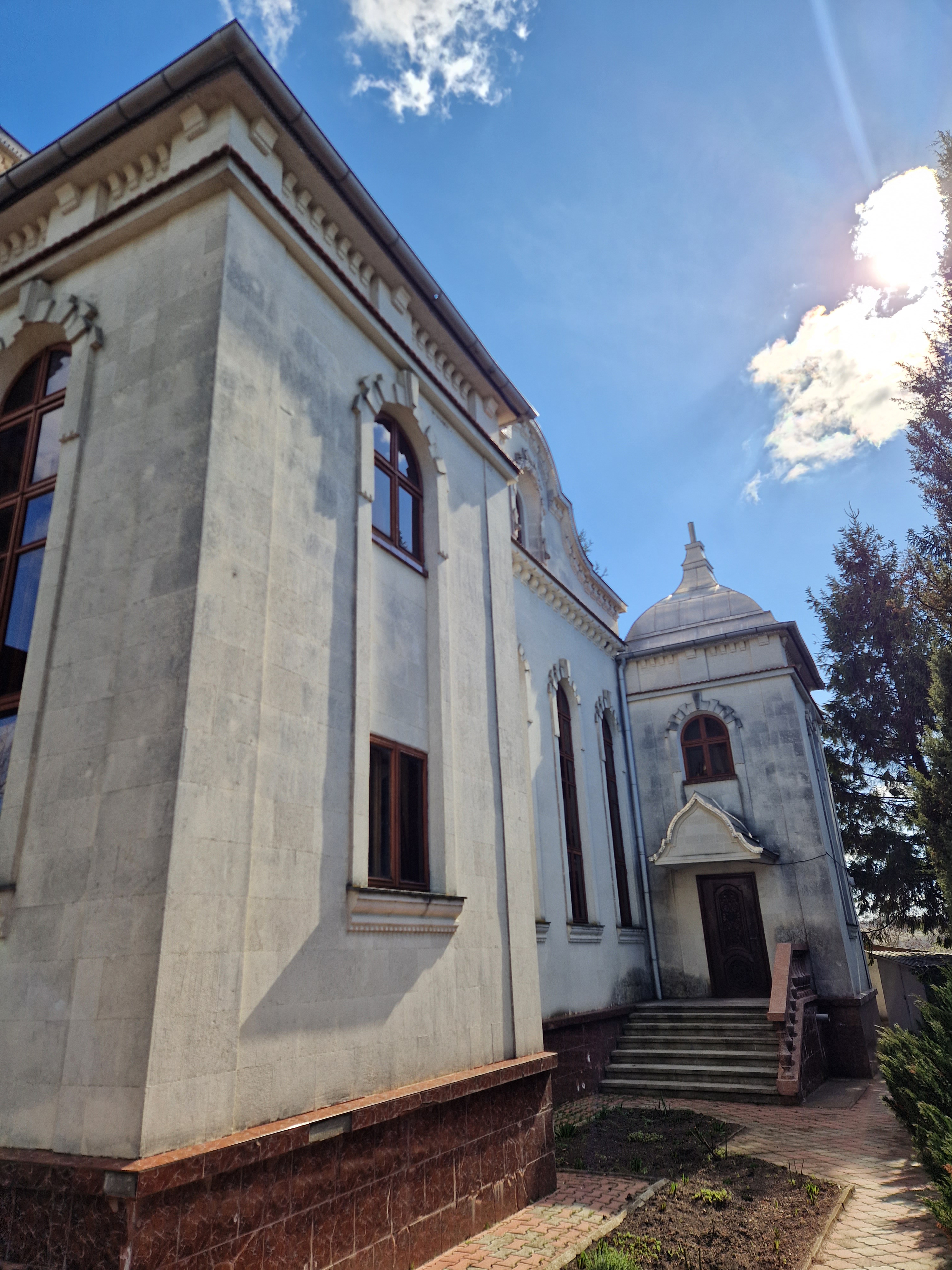
Partea laterală a lăcașului.
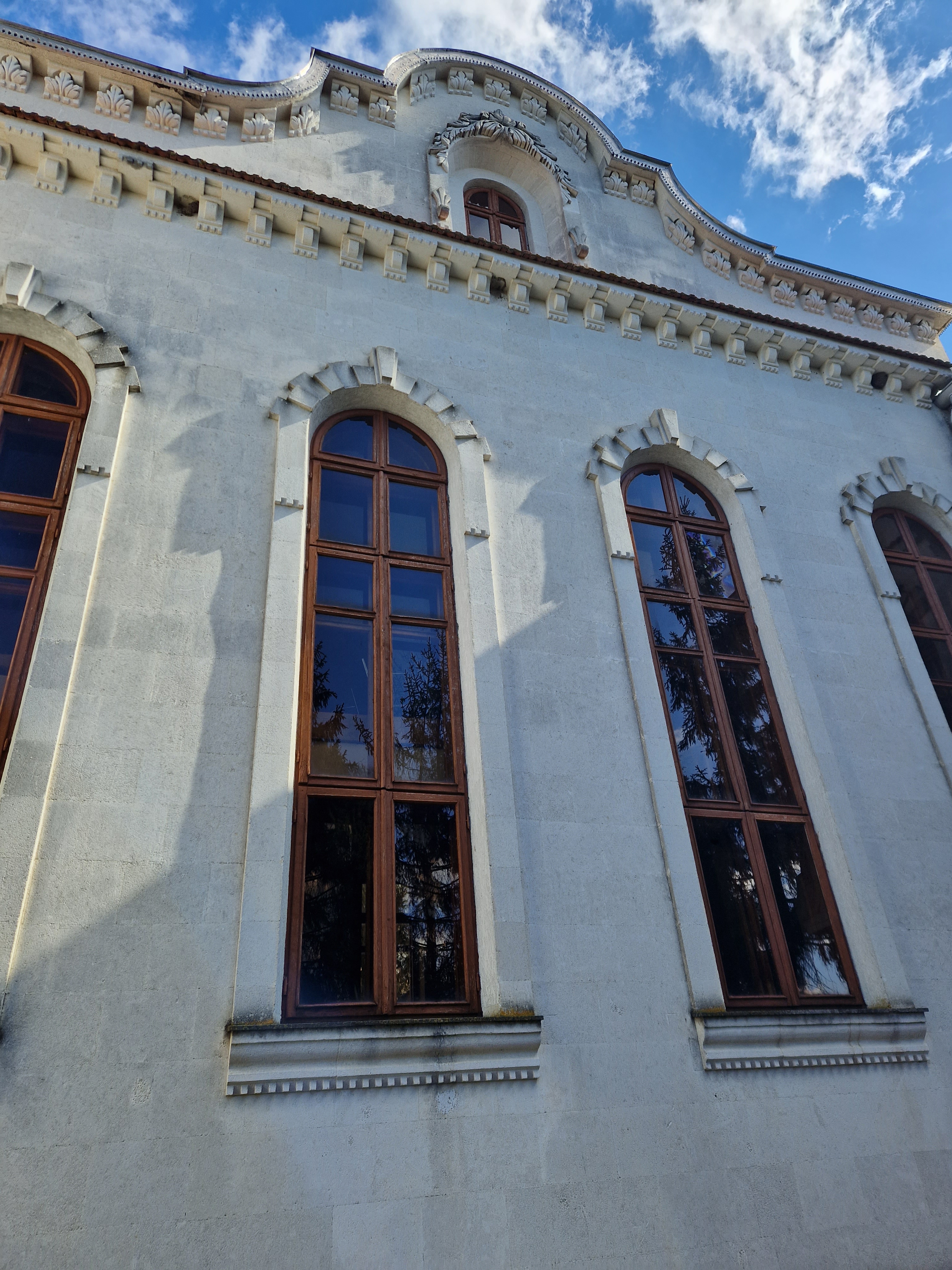
Element de arhitectură.